# Yurika Sema
Yurika Sema (jap. 瀬間 友里加, Sema Yurika; * 25. Dezember 1986 in der Präfektur Tokio) ist eine ehemalige japanische Tennisspielerin. Ihre jüngere Schwester Erika Sema spielt ebenfalls professionell Tennis.

## Karriere
Yurika Sema, die Hartplätzen bevorzugt, begann im Alter von sieben Jahren mit dem Tennissport. Auf dem ITF Women’s Circuit gewann sie bislang drei Einzel- und 14 Doppeltitel.
Nur einmal, 2009 bei den US Open, konnte sie sich für das Hauptfeld eines Grand-Slam-Turniers qualifizieren; sie kam jedoch nicht über die erste Runde hinaus.
Ihre erste Partie für die japanische Fed-Cup-Mannschaft bestritt sie am 3. Februar 2010 gegen Indonesien. Sie gewann das Doppel zusammen mit Rika Fujiwara gegen Sandy Gumulya und Jessy Rompies mit 6:2 und 6:2. Von ihren insgesamt vier Fed-Cup-Partien konnte sie drei gewinnen.
Ihren letzten Auftritt auf der Damentour hatte sie im Oktober 2015 bei einem ITF-Turnier in Brisbane.

## Turniersiege

### Einzel
| Nr. | Datum            | Turnier | Kategorie   | Belag     | Finalgegnerin | Ergebnis       |
| --- | ---------------- | ------- | ----------- | --------- | ------------- | -------------- |
| 1.  | 31. Oktober 2004 | Tokio   | ITF $10.000 | Hartplatz | Erika Takao   | 3:6, 7:64, 6:0 |
| 2.  | 7. Juni 2009     | Komoro  | ITF $25.000 | Sand      | Kurumi Nara   | 6:3, 1:6, 6:4  |
| 3.  | 6. März 2011     | Sydney  | ITF $25.000 | Hartplatz | Rika Fujiwara | 6:4, 5:7, 7:62 |

### Doppel
| Nr. | Datum              | Turnier       | Kategorie   | Belag     | Partnerin        | Finalgegnerinnen                            | Ergebnis         |
| --- | ------------------ | ------------- | ----------- | --------- | ---------------- | ------------------------------------------- | ---------------- |
| 1.  | 28. Oktober 2007   | Traralgon     | ITF $25.000 | Hartplatz | Erika Sema       | Courtney Nagle Robin Stephenson             | 6:2, 6:2         |
| 2.  | 24. Mai 2008       | Nagano        | ITF $25.000 | Teppich   | Erika Sema       | Maya Kato Ayaka Maekawa                     | 7:61, 6:3        |
| 3.  | 31. Mai 2008       | Gunma         | ITF $25.000 | Teppich   | Erika Sema       | Chang Kai-chen Hwang I-hsuan                | 6:3, 2:6, [10:7] |
| 4.  | 18. Oktober 2009   | Port Pirie    | ITF $25.000 | Hartplatz | Erika Sema       | Bojana Bobusic Alenka Hubacek               | 6:1, 5:7, [10:6] |
| 5.  | 19. September 2010 | Darwin        | ITF $25.000 | Hartplatz | Kumiko Iijima    | Alenka Hubacek Tammi Patterson              | 6:4, 6:1         |
| 6.  | 26. September 2010 | Alice Springs | ITF $25.000 | Hartplatz | Erika Sema       | Alison Bai Emelyn Starr                     | 7:5, 6:1         |
| 7.  | 10. Juli 2011      | Aschaffenburg | ITF $25.000 | Sand      | Pemra Özgen      | Hana Birnerová Stephanie Vogt               | 6:4, 7:65        |
| 8.  | 12. Mai 2012       | Tarakan       | ITF $25.000 | Hartplatz | Chiaki Okadaue   | Trang Phoung Dai Huynh Lee So-ra            | 6:4, 7:64        |
| 9.  | 8. Juli 2012       | Middelburg    | ITF $25.000 | Sand      | Junri Namigata   | Bernice van de Velde Angelique van der Meet | 6:3, 6:1         |
| 10. | 22. Februar 2013   | Mildura       | ITF $25.000 | Rasen     | Xenija Lykina    | Bojana Bobusic Emily Webley-Smith           | 6:4, 6:2         |
| 11. | 31. Mai 2013       | Grado         | ITF $25.000 | Sand      | Zhou Yimiao      | Viktorija Golubic Diāna Marcinkēviča        | 1:6, 7:5, [10:7] |
| 12. | 7. Juni 2013       | Brescia       | ITF $25.000 | Sand      | Monique Adamczak | Réka Luca Jani Irina Chromatschowa          | 6:4, 7:5         |
| 13. | 4. Oktober 2013    | Perth         | ITF $25.000 | Hartplatz | Erika Sema       | Monique Adamczak Tammi Patterson            | 7:5, 6:1         |
| 14. | 27. Oktober 2013   | Bendigo       | ITF $50.000 | Hartplatz | Erika Sema       | Monique Adamczak Olivia Rogowska            | 3:6, 6:2, [11:9] |

## Abschneiden bei Grand-Slam-Turnieren

### Einzel
| Turnier         | 2009 | Karriere |
| --------------- | ---- | -------- |
| Australian Open | —    | —        |
| French Open     | —    | —        |
| Wimbledon       | —    | —        |
| US Open         | 1    | 1        |